# Dąbrówka (powiat lubartowski)
Dąbrówka – wieś w Polsce położona w województwie lubelskim, w powiecie lubartowskim, w gminie Kamionka.
Wieś szlachecka położona była w drugiej połowie XVI wieku w powiecie lubelskim województwa lubelskiego. W latach 1975–1998 miejscowość należała administracyjnie do województwa lubelskiego.
Wieś stanowi sołectwo gminy Kamionka. Według Narodowego Spisu Powszechnego (III 2011 r.) wieś liczyła 99 mieszkańców.